# Mammillaria crinita
La biznaga de espinas aureas (Mammillaria crinita) es una planta que pertenece a la familia de las cactáceas (Cactaceae) del orden Caryophyllales. 
La palabra Mammillaria viene del latín ‘mam[m]illa’ pezón o teta y de ‘aria’ que posee, lleva, es decir, cactáceas con mamilas. crinita: epíteto latíno que significa "peluda, con largos pelos".
Mammillaria crinita fue descrita por Augustin Pyrame de Candolle y publicada en Mémoires du Muséum d'Histoire Naturelle 17: 112, en el año 1828.
En otras clasificaciones Mammillaria crinita es considerada un sinónimo de M. aurihamata Boed., 1928.

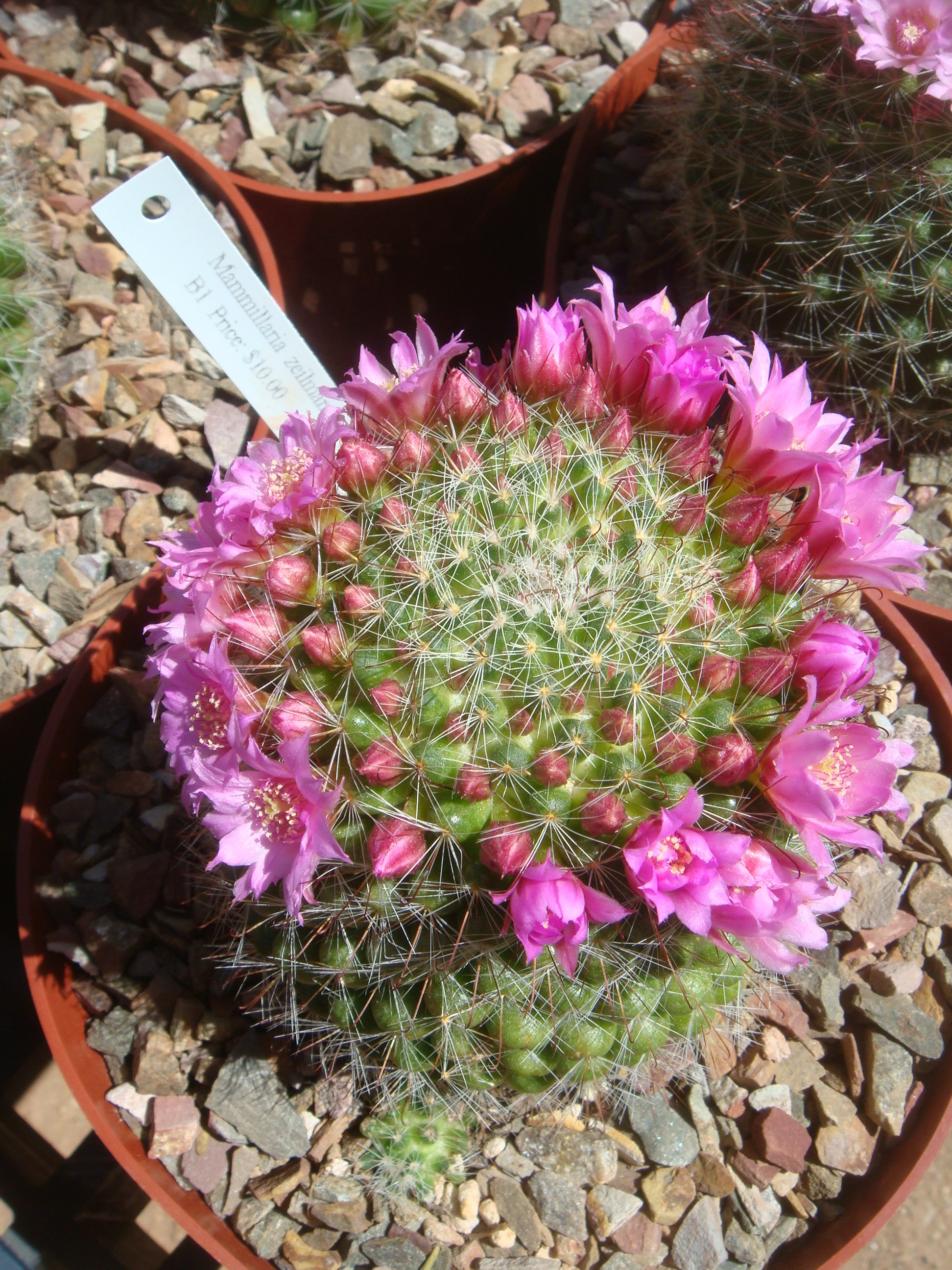
Planta en flor

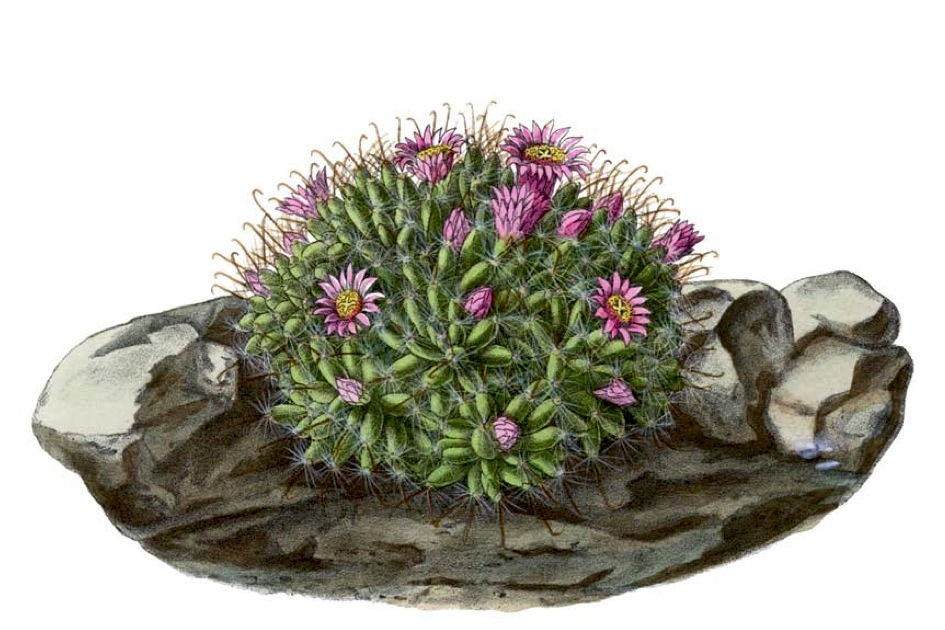
Vista de la planta

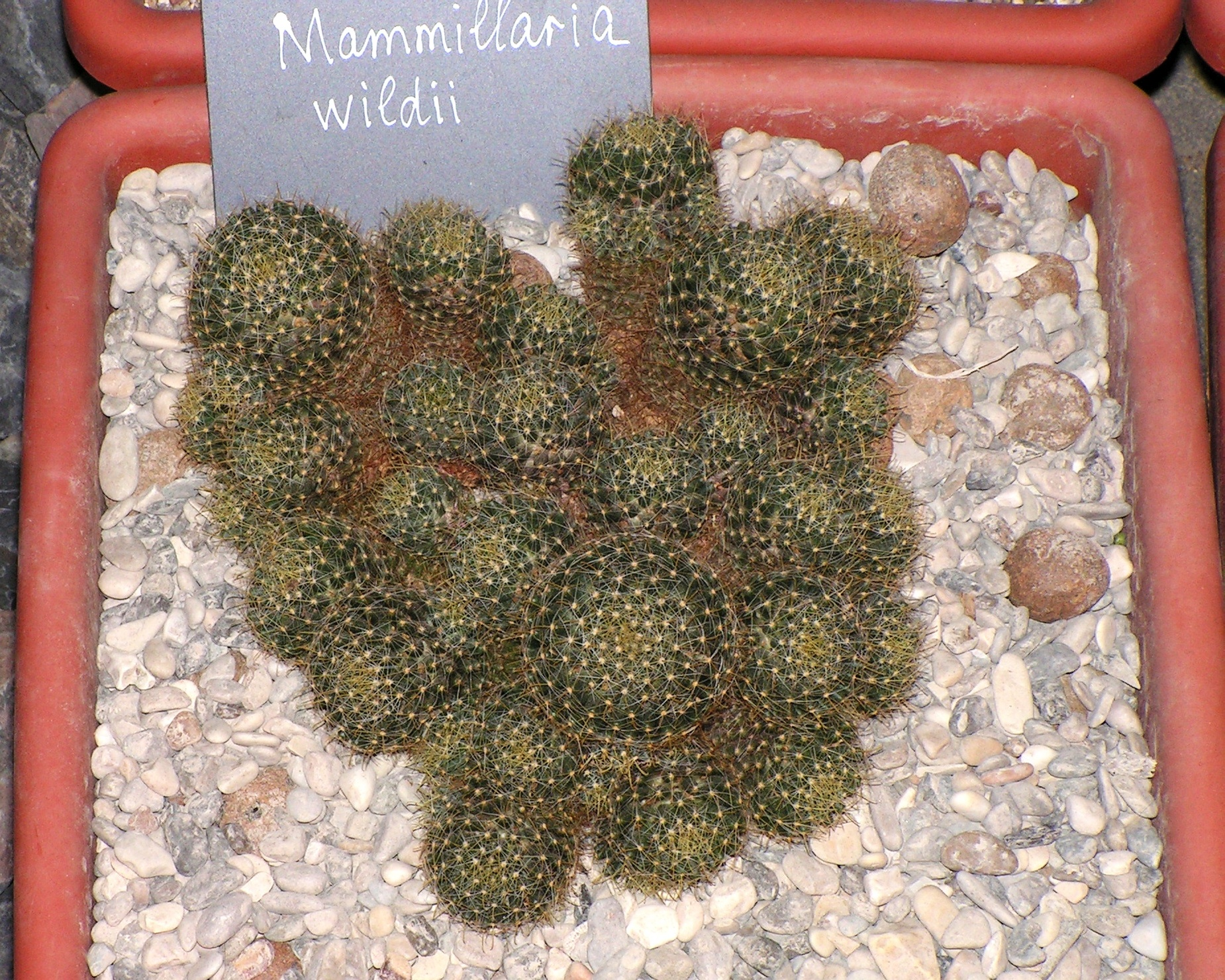
Como planta ornamental

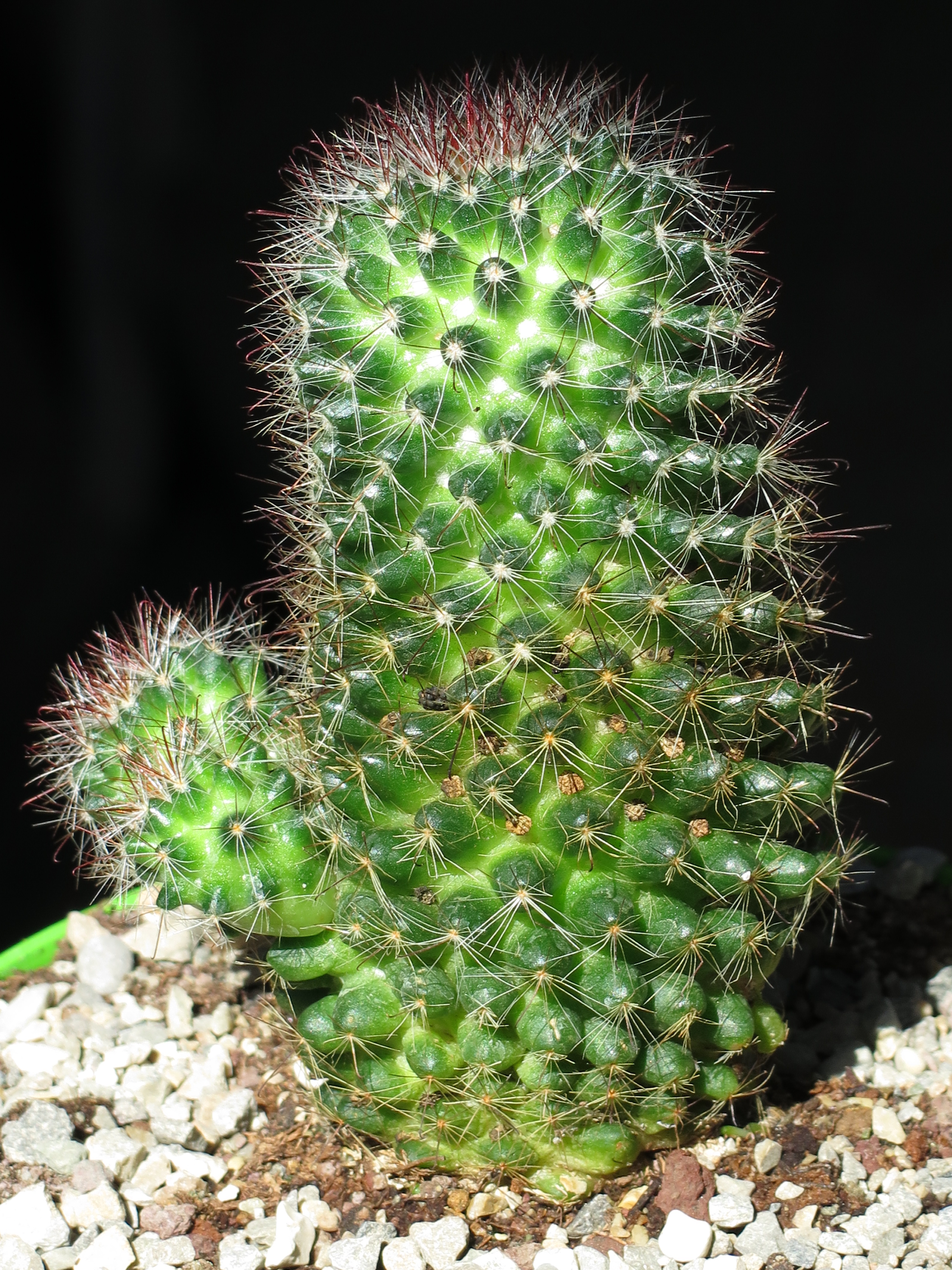
Vista de la planta

## Descripción
Es una planta perenne carnosa y globosa con la hojas transformadas en espinas (como buena parte de las especies de la familia). 
Mammillaria crinita crece solitaria o en grupos que forman los tallos esféricos de color verde oscuro, alcanzando un tamaño de 1-8 cm de diámetro y altura. Las areolas son cónicas o cilíndricas y no están muy próximas entre sí. No contienen látex .  Tiene 1 a 7 (a veces más) espinas centrales, que también pueden estar ausentes, son de color amarillo a rojo oscuro o marrón y de 16 milímetros de largo.  Las radiales son 11-32 por lo general, a veces como un cabello de color blanco a amarillo y de 6 a 9 milímetros de largo.
Las flores son muy diferentes. Son de color blanco a blanco amarillento muy brillante o magenta. Las flores miden de 1 a 2 centímetros de largo. Los frutos son de color verde a rojo brillante y contienen gruesas semillas de color marrón-negro.

## Distribución
Es una especie endémica de México, se tienen registros de los estados de San Luis Potosí (Sierras de Catorce y de San Francisco)  y de Zacatecas.

## Hábitat
Se desarrolla entre los 2100 a los 2450 m s. n. m., entre rocas ígneas con matorral xerófilo.

## Estado de conservación
La especie en México, con el nombre de Mammillaria aurihamata se propone en la categoría de Protección Especial (Pr) en el Proyecto de Modificación de la Norma Oficial Mexicana 059-2015. En la lista roja de la UICN se considera como de Preocupación Menor (LC). En CITES se valora en el apéndice II.

## Variedades aceptadas
Mammillaria crinita subsp. leucantha (Boed.) D.R. Hunt
Mammillaria crinita subsp. painteri (Rose) U. Guzmán
Mammillaria crinita subsp. scheinvariana (R. Ortega & Glass in Glass) Fitz Maurice & B. Fitz Maurice
Mammillaria crinita subsp. wildii (A. Dietr.) D.R. Hunt